# 한계 손홍록 묘
한계 손홍록 묘(寒溪 孫弘祿 墓)는 대한민국 전북특별자치도 정읍시 칠보면 반곡리 산 95번지에 있는 묘소이다. 2020년 11월 27일 정읍시의 향토문화유산 제19호로 지정되었다.

## 개요
손홍록(孫弘祿, 1537~1610)의 본관은 밀양(密陽)이며, 자는 경안(景安), 호는 한계(寒溪)이다. 태인현 고현내면(현 정읍시 칠보면) 남전마을에서 태어났으며, 이항(李恒)의 문하에서 수학했다. 초기에는 관직에 나아가지 않았지만, 1592년(선조 25) 임진왜란으로 왜군이 전주(全州) 가까이 공격해 올 때 경기전 참봉인 오희길(吳希吉)로부터 전라도 관찰사 이광(李洸)이 전주사고의 왕조실록 등을 정읍현(井邑縣) 내장산에 옮겨 보관하기로 결정했다는 소식을 듣고는 안의(安義)와 함께 가동(家僮) 30여 명을 이끌고 왕조실록과 태조 어진(太祖 御眞) 등을 내장산으로 옮겼다.
그리고 이듬해 싸움이 소강상태에 빠지자 왕명을 받고 안의와 함께 왕조실록을 다시 충청도 아산(牙山)으로 옮겼다. 이후 평양으로 가서 왕에게 중흥시무육책(中興時務六策)을 제안하여 선무랑사포서(宣務郞司圃署) 별제(別提)에 제수되었다. 1597년 정유재란 때는 아산에 있던 왕조실록을 묘향산 보현사(普賢寺)로 옮겼으며, 손홍록과 안의의 노력으로 다른 곳의 사고는 전란으로 모두 소실되었지만 전주사고에 있던 왕조실록만은 남아, 후에 다시 간행할 수 있었다.
손홍록은 안의(安義)와 더불어 남천사(南川祠: 현 칠보면 시산리 남천마을)에 배향(配享)되었다.